# Lygosoma goaensis
Lygosoma goaensis är en ödleart som beskrevs av  Sharma 1976. Lygosoma goaensis ingår i släktet Lygosoma och familjen skinkar. Inga underarter finns listade i Catalogue of Life.